# St. David (Illinois)
St. David é uma vila localizada no estado americano de Illinois, no Condado de Fulton.

## Demografia
Segundo o censo americano de 2000, a sua população era de 587 habitantes.

## Geografia
De acordo com o United States Census Bureau tem uma área de
0,8 km², dos quais 0,8 km² cobertos por terra e 0,0 km² cobertos por água.

## Localidades na vizinhança
O diagrama seguinte representa as localidades num raio de 12 km ao redor de St. David.